# Goal〜明日はあっちだよ〜
「Goal〜明日はあっちだよ〜」（ゴール あしたはあっちだよ）は、2017年5月19日にアップフロントワークスから配信されたJuice=Juiceの1作目のデジタル・ダウンロードシングル。

## 解説
- 2015年より開催されていた同グループのライブツアー「Juice=Juice LIVE MISSION 220」において、220公演達成した際に初披露し、以降ライブ限定で歌われていた楽曲[2]。
- 2018年8月1日リリースの2ndアルバム『Juice=Juice#2 -¡Una más!-』で同楽曲が初めてCDに収録されたが、こちらは梁川奈々美・段原瑠々も含む7人での歌唱バージョンである。

## 収録曲
| #         | タイトル                     | 作詞      | 作曲      | 編曲              | 時間 |
| --------- | ---------------------------- | --------- | --------- | ----------------- | ---- |
| 1.        | 「Goal〜明日はあっちだよ〜」 | 近藤薫    | 近藤薫    | 近藤薫&沢頭たかし | 5:12 |
| 合計時間: | 合計時間:                    | 合計時間: | 合計時間: | 合計時間:         | 5:12 |

## リリース日一覧
| 地域 | リリース日    | レーベル       | 規格                 | カタログ番号                                    |
| ---- | ------------- | -------------- | -------------------- | ----------------------------------------------- |
| 日本 | 2017年5月19日 | UP-FRONT WORKS | ダウンロードシングル | UFDL-1334（AAC-LC・44.1kHz/16bit・128/320kbps） |

## 参加メンバー
- 宮崎由加、金澤朋子、高木紗友希、宮本佳林、植村あかり